# Tsukada Erika
Tsukada Erika (塚田恵梨花 (Trũng Điền Huệ Lê Hoa)) sinh ngày 27 tháng 8 năm 1994 ở Suginami, Tokyo, Nhật Bản, là một Nữ Lưu kì sĩ trực thuộc Liên đoàn Shogi Nhật Bản với số hiệu Nữ Lưu là 51. Sư phụ - đồng thời là cha của cô là Tsukada Yasuaki Cửu đẳng. Ngoài ra, mẹ của Tsukada - Takamure Sachiko là một Nữ Lưu kì sĩ đã giải nghệ từ năm 2020.

## Sự nghiệp kì thủ

### Những bước đầu tiên
Tsukada là con gái út của kì thủ chuyên nghiệp Tsukada Yasuaki và Nữ Lưu kì sĩ Takamure Sachiko. Mẹ của cô đã dạy cho cô luật chơi cơ bản của shogi, nhưng khi còn bé Tsukada không tỏ ra quá hứng thú với trò chơi này. Cô bắt đầu chơi Shogi một cách nghiêm túc sau khi thua tại một giải đấu cờ khi học lớp 4 tiểu học trước Takemata Beni (sinh cùng năm 1998 với Tsukada, sau này cũng trở thành một Nữ Lưu kì sĩ và đã giải nghệ vào tháng 3 năm 2019 để trở thành một phát thanh viên).
Vào năm 2009 (năm lớp 5 tiểu học), cô đã chiến thắng giải Danh Nhân Tiểu học chiến - hạng Sơ cấp. Trong năm tiếp theo - 2010, khi Tsukada học năm lớp 6 - năm cuối cùng trong chương trình Tiểu học ở Nhật Bản, cô về nhì ở giải này trong hạng thi đấu cao nhất.
Ngày 25 tháng 11 năm 2011, trong năm học đầu tiên của cấp học Sơ trung (tương đương với Trung học cơ sở ở Việt Nam), cô tham gia vào Hội Nghiên tu ở Kanto với cấp độ D2 để đặt mục tiêu trở thành kì thủ chuyên nghiệp. Trong một giải cờ nghiệp dư cùng năm, Tsukada đã về nhì trong giải YAMADA Shogi thiếu niên - hạng đấu Sơ trung.
Hai năm sau - vào năm 2013, cô đã vượt qua giai đoạn Thách đấu của Giải MyNavi nữ mở rộng kì thứ 7 - từ đó lọt vào vòng Sơ loại, và đánh bại Nakamura Momoko Nữ Lưu Sơ đẳng, sau đó là Fujii Nana để bước vào Xác định Khiêu chiến giả, tuy nhiên dừng bước trước Muroya Yuki Nữ Lưu Sơ đẳng tại vòng 1 vào ngày 17 tháng 10. Ở các giải cờ nghiệp dư cùng năm - khi Tsukada học năm ba Sơ trung, cô về ba ở giải TOMASCUP lần thứ 2 cho học sinh Tiểu học và Sơ trung, hạng A vào tháng 8.
Ngày 13 tháng 4 năm 2014, cô được thăng lên cấp C1 ở Hội Nghiên tu bằng 6 chiến thắng liên tiếp, giúp Tsukada đạt được Nữ Lưu Tam cấp. Ở Giải MyNavi nử mở rộng kì thứ 8 cùng năm mà cô tham gia với tư cách kì thủ nghiệp dư, do có thành tích tốt ở kì trước đó - Tsukada được đặc cách không phải thi đấu giai đoạn Thách đấu mà tới thẳng Sơ loại tổ chức vào ngày 9 tháng 8. Cô tiếp tục đánh bại Nakamura Momoko ở ván 1 - sau đó là Nakamura Hiromi Nữ Lưu Nhị đẳng ở ván cuối cùng để năm thứ hai liên tiếp bước vào giai đoạn Xác định Khiêu chiến giả.
Tháng 9 cùng năm, Tsukada Erika chính thức gửi yêu cầu trở thành Nữ Lưu kì sĩ tới Liên đoàn Shogi Nhật Bản do đã đạt đủ điều kiện "Lọt vào giai đoạn Xác định Khiêu chiến giả của Giải MyNavi Nữ mở rộng", và chính thức trở thành kì thủ chuyên nghiệp nữ vào ngày 1 tháng 10 năm 2014.
Có một sự thật rằng Tsukada Erika là Nữ Lưu kì sĩ duy nhất có cả bố (Tsukada Yasuaki Cửu đẳng) và mẹ (Takamure Sachiko Nữ Lưu Tứ đẳng) đều hoạt động Shogi chuyên nghiệp.

### Sau khi trở thành Nữ Lưu kì sĩ
Ngày 1 tháng 10 năm 2014, Tsukada Erika trở thành Nữ Lưu kì sĩ với mức xếp hạng Nữ Lưu Nhị cấp.
Vào năm 2017, cô chiến thắng vòng Sơ loại thứ Nhất của Nữ Lưu Vương Tọa chiến kì 7 - sau đó là ngày 23 tháng 6 khi tiếp tục vượt qua Sơ loại thứ Hai khi đánh bại Hasegawa Yuki để lọt vào Xác định Khiêu chiến giả, và cũng đủ điều kiện để được thăng lên Nữ Lưu Nhất cấp.
Ngày 1 tháng 4 năm 2019, Tsukada được thăng lên Nữ Lưu Sơ đẳng khi đạt đủ điều kiện.

## Đời tư
- Cô là kì thủ thích sử dụng Cư Phi Xa[24].
- Khi học Cao trung, cô là một thành viên của một câu lạc bộ điền kinh của trường[24]. Khi đã trở thành một Nữ Lưu kì sĩ, cô cũng đã tham gia câu lạc bộ futsal của Liên đoàn Shogi Nhật Bản, phái Kanto[24].
- Cha mẹ của Tsukada luôn có một hình ảnh về con gái của mình - một người con gái thông minh nhưng khó gần, nên cô đã rất hạnh phúc khi được nghe nhận xét rằng "cô cũng chỉ là một người con gái bình thường"[25]
- Kể từ năm 2022, cô đã trở thành người đọc nước đi tại NHK Cup[26]
- Ngày 6 tháng 1 năm 2023, Tsukada Erika thông báo về việc cô kết hôn, nhưng cô vẫn tiếp tục giữ họ của gia đình là Tsukada khi hoạt động chuyên nghiệp.[27]

## Lịch sử thăng cấp
- 25/12/2011: Nhập hội Nghiên Tu ở cấp C2
- 13/4/2014: Thăng lên cấp C1 ở hội Nghiên Tu (Nữ Lưu Tam cấp)
- 1/4/2014: Nữ Lưu Nhị cấp
- 23/6/2017: Nữ Lưu Nhất cấp (Lọt vào Xác định Khiêu chiến giả của Nữ Lưu Vương Tọa chiến)
- 1/4/2019: Nữ Lưu Sơ đẳng
- 8 tháng 5 năm 2023: Nữ Lưu Nhị đẳng (Do được thăng lên tổ A của Nữ Lưu Thuận Vị chiến kì thứ tư)[28]